# 기이역
기이역(일본어: 紀伊駅, きいえき 키이에키[*])은 일본 와카야마현 와카야마시에 위치한 서일본 여객철도의 역이다.

## 역 구조
대피 시설이 갖추어진 쌍섬식 승강장으로 2면 4선의 지상역으로 역사와 두 승강장 간의 고도가 동일하며, 이 세 곳은 과선교로 연결되어 있다. 승강장은 역사 쪽에서 가까운 순서대로 번호가 정해져 있다.
이코카 및 제휴 교통카드의 사용이 가능하다.

### 승강장
| 1 · 2 | ■ 한와 선 | 와카야마 방면                                       |
| 3 · 4 | ■ 한와 선 | 히네노 · 오토리 · 덴노지 · 오사카(기슈지 쾌속) 방면 |

## 역사
- 1930년 6월 16일: 한와 전기 철도 이즈미후추 ~ 히가시와카야마 간의 노선 신설에 따라 개업하였다.
- 1940년 12월 1일: 회사 간 인수 합병에 따라 난카이 전기 철도 야마노테 선의 소속이 되었다.
- 1944년 5월 1일: 국유화에 따라 일본국유철도의 소속이 되었다.
- 1987년 4월 1일: 민영화에 따라 서일본 여객철도의 소속이 되었다.
- 2003년 11월 1일: 이코카의 사용이 개시되었다.

## 인접정차역
| 서일본 여객철도 한와 선                                                                                       | 서일본 여객철도 한와 선 | 서일본 여객철도 한와 선          |
| --- | ----------------------- | -------------------------------- |
| 야마나카다니 덴노지 방면                                                                                      | ■ 한와 선 쾌속·구간쾌속 | 무소타 간사이 공항·와카야마 방면 |
| 야마나카다니 덴노지 방면                                                                                      | ■ 한와 선 보통          | 무소타 와카야마 방면             |
| 쾌속·구간쾌속에는 기슈지 쾌속, 직통 쾌속이 포함되며 보통에는 일부 기슈지 쾌속 및 구간 쾌속, B쾌속이 포함된다. |                         |                                  |